# Stielhaus

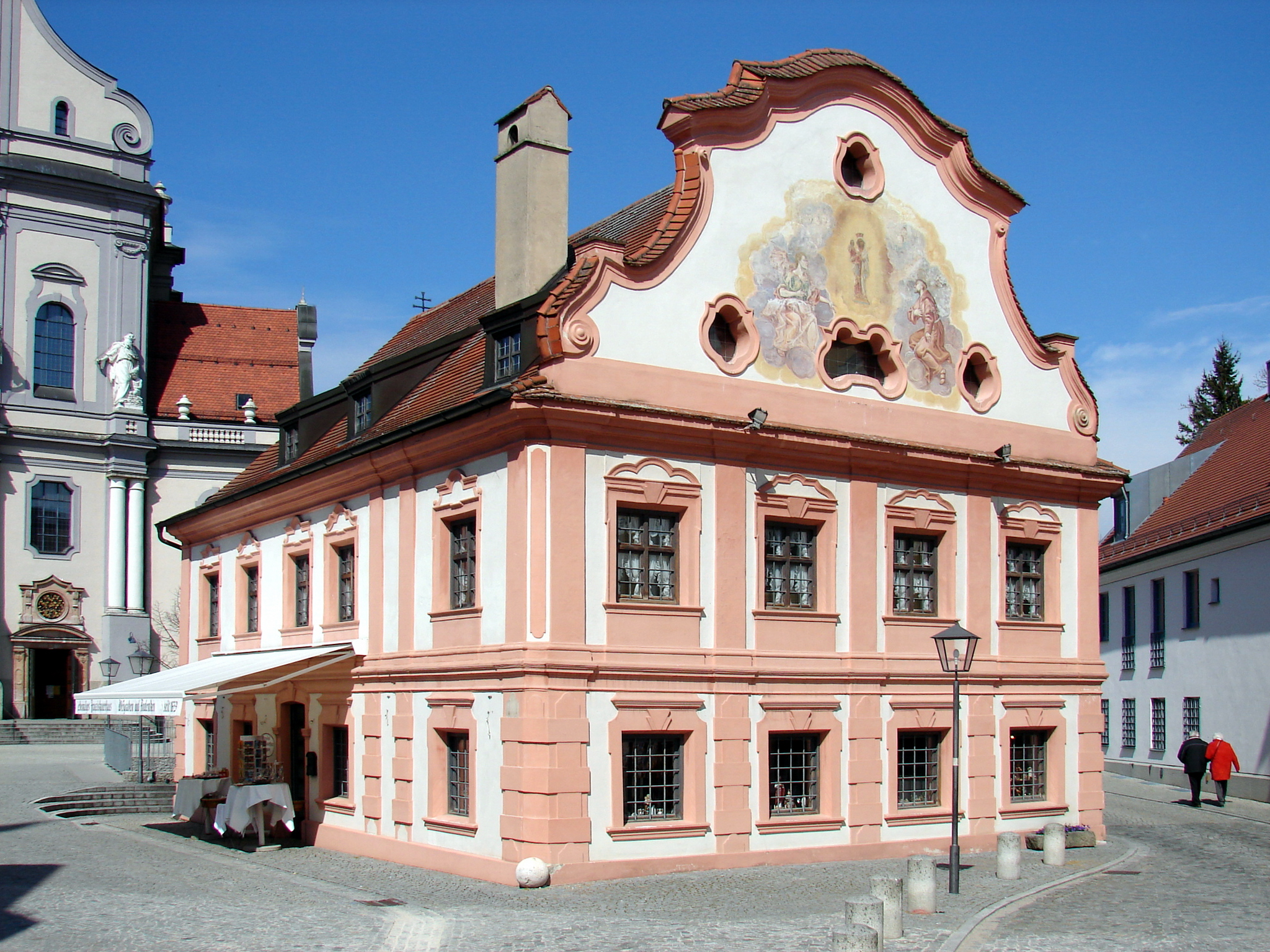
Stielhaus

Das Stielhaus ist ein denkmalgeschütztes Bauwerk in der oberbayerischen Kreisstadt Altötting.

## Beschreibung
Es wurde um 1745 am heutigen Bruder-Konrad-Platz errichtet und 1912 Neobarock überarbeitet. Das Gebäude ist ein zweigeschossiger Satteldachbau. Die Fassade ist  im Barockstil gestaltet. Der Giebel zur Platzseite ist als Schweifgiebel mit Fresko ausgeführt.
1983 wurde das Haus erneuert.